# Record d'Europe du 100 mètres
Pour un article plus général, voir Records d'Europe d'athlétisme.
Le record d'Europe du 100 mètres masculin est actuellement détenu par l'Italien Marcell Jacobs auteur de 9 s 80 le 1er août 2021 à Tokyo en finale des Jeux olympiques. Le record d'Europe féminin est actuellement la propriété de la Française Christine Arron avec le temps de 10 s 73, établi le 19 août 1998 lors des championnats d'Europe de Budapest.
Le premier record d'Europe masculin du 100 mètres homologué par l'Association européenne d'athlétisme est celui de l'Allemand Arthur Jonath en 1932 avec le temps de 10 s 3. En 1972, lors des Jeux olympiques de Munich, le Soviétique Valeriy Borzov devient avec 10 s 07 le premier détenteur du record d'Europe du 100 m mesuré à l'aide du chronométrage électronique. En 1988, en finale des Jeux olympiques de Séoul, le Britannique Linford Christie devient officiellement le premier athlète européen à couvrir la distance en moins de 10 secondes (9 s 97).

## Hommes
29 records d'Europe masculins ont été homologués par l'AEA :

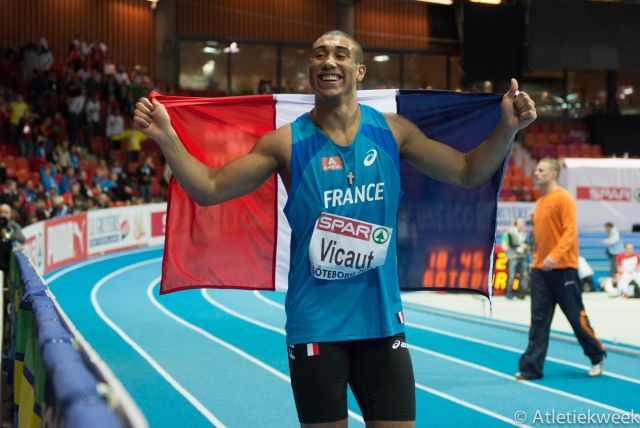
Jimmy Vicaut égale le record d'Europe masculin du 100 m avec le temps de 9,86 s.
(Meeting Areva, St-Denis, 2015)

| Temps                | Athlète                   | Date              | Lieu          |
| -------------------- | ------------------------- | ----------------- | ------------- |
| Chronométrage manuel |                           |                   |               |
| 10 s 3               | Arthur Jonath             | 5 juin 1932       | Bochum        |
| 10 s 3               | Christiaan Berger         | 26 août 1934      | Amsterdam     |
| 10 s 3               | Lennart Strandberg        | 26 septembre 1936 | Malmö         |
| 10 s 3               | Karl Neckermann           | 8 juillet 1939    | Berlin        |
| 10 s 2               | McDonald Bailey           | 25 août 1951      | Belgrade      |
| 10 s 2               | Heinz Fütterer            | 31 octobre 1954   | Yokohama      |
| 10 s 2               | Manfred Germar            | 31 juillet 1957   | Cologne       |
| 10 s 2               | Livio Berruti             | 26 mai 1960       | Verone        |
| 10 s 0               | Armin Hary                | 21 juin 1960      | Zurich        |
| 10 s 0               | Roger Bambuck             | 20 juin 1968      | Sacramento    |
| 10 s 0               | Vladislav Sapeya          | 15 août 1968      | Leninakan     |
| 10 s 0               | Valeriy Borzov            | 18 août 1969      | Kiev          |
| 10 s 0               | Gert Metz (en)            | 6 septembre 1970  | Burg-Gretesch |
| 10 s 0               | Manfred Kokot             | 15 mai 1971       | Erfurt        |
| 10 s 0               | Vasilios Papageorgopoulos | 3 juin 1972       | Bratislava    |
| 10 s 0               | Pietro Mennea             | 16 juin 1972      | Milan         |
| 10 s 0               | Raimo Vilén               | 27 juillet 1972   | Vuosaari      |
| 10 s 0               | Michael Droese (en)       | 11 juin 1973      | Dresde        |
| 10 s 0               | Aleksandr Kornelyuk       | 10 juillet 1973   | Moscou        |
| 10 s 0               | Hans-Jurgen Bombach       | 20 juillet 1973   | Dresde        |
| 10 s 0               | Siegfried Schenke         | 29 août 1973      | Berlin        |
| 10 s 0               | Manfred Ommer             | 22 juillet 1974   | Leverkusen    |

| Temps                    | Vent (m/s) | Athlète          | Date              | Lieu        |
| ------------------------ | ---------- | ---------------- | ----------------- | ----------- |
| Chronométrage électrique |            |                  |                   |             |
| 10 s 07                  | 0,0        | Valeriy Borzov   | 31 août 1972      | Munich      |
| 10 s 01                  | + 0,9      | Pietro Mennea    | 14 septembre 1979 | Mexico      |
| 10 s 00                  | + 2,0      | Marian Woronin   | 9 juin 1984       | Varsovie    |
| 9 s 97                   | + 1,1      | Linford Christie | 24 septembre 1988 | Séoul       |
| 9 s 92                   | + 1,2      | Linford Christie | 25 août 1991      | Tokyo       |
| 9 s 87                   | + 0,3      | Linford Christie | 15 août 1993      | Stuttgart   |
| 9 s 86                   | + 0,6      | Francis Obikwelu | 22 août 2004      | Athènes     |
| 9 s 86                   | + 1,3      | Jimmy Vicaut     | 4 juillet 2015    | Saint-Denis |
| 9 s 86                   | + 1,8      | Jimmy Vicaut     | 7 juin 2016       | Montreuil   |
| 9 s 84                   | + 0,9      | Marcell Jacobs   | 1er août 2021     | Tokyo       |
| 9 s 80                   | + 0,1      | Marcell Jacobs   | 1er août 2021     | Tokyo       |

## Femmes

### Chronométrage manuel
| Temps  | Athlète                      | Date               | Lieu        |
| ------ | ---------------------------- | ------------------ | ----------- |
| 13 s 6 | Marie Mejzlíková             | 5 août 1922        | Prague      |
| 12 s 8 | Mary Lines                   | 20 août 1922       | Paris       |
| 12 s 0 | Tollien Schuurman            | 31 août 1930       | Amsterdam   |
| 11 s 9 | Tollien Schuurman            | 5 juin 1932        | Haarlem     |
| 11 s 9 | Stanislawa Walasiewicz       | 1er août 1932      | Los Angeles |
| 11 s 8 | Stanislawa Walasiewicz       | 17 août 1933       | Poznań      |
| 11 s 5 | Fanny Blankers-Koen          | 5 septembre 1943   | Amsterdam   |
| 11 s 5 | Gisela Kohler                | 30 juin 1956       | Berlin      |
| 11 s 5 | Bertha Van Duyne             | 29 juillet 1956    | Frechen     |
| 11 s 5 | Christa Stubnick             | 30 septembre 1956  | Dresde      |
| 11 s 4 | Giuseppina Leone             | 21 octobre 1956    | Bologne     |
| 11 s 4 | Vera Krepkina                | 1er septembre 1958 | Moscou      |
| 11 s 3 | Dorothy Hyman                | 2 octobre 1963     | Budapest    |
| 11 s 1 | Irena Kirszenstein           | 9 juillet 1965     | Prague      |
| 11 s 1 | Lyudmila Samotyosova         | 15 août 1968       | Leninakan   |
| 11 s 1 | Irena Szewińska-Kirszenstein | 14 octobre 1968    | Mexico      |
| 11 s 0 | Renate Meissner              | 2 août 1970        | Berlin      |
| 11 s 0 | Renate Stecher-Meissner      | 31 juillet 1971    | Berlin      |
| 11 s 0 | Renate Stecher               | 3 juillet 1972     | Potsdam     |
| 11 s 0 | Ellen Stropahl               | 15 juillet 1972    | Potsdam     |
| 11 s 0 | Eva Gleskova                 | 1er juillet 1972   | Budapest    |
| 10 s 9 | Renate Stecher               | 7 juin 1973        | Ostrava     |
| 10 s 8 | Renate Stecher               | 20 juillet 1973    | Dresde      |

### Chronométrage électrique

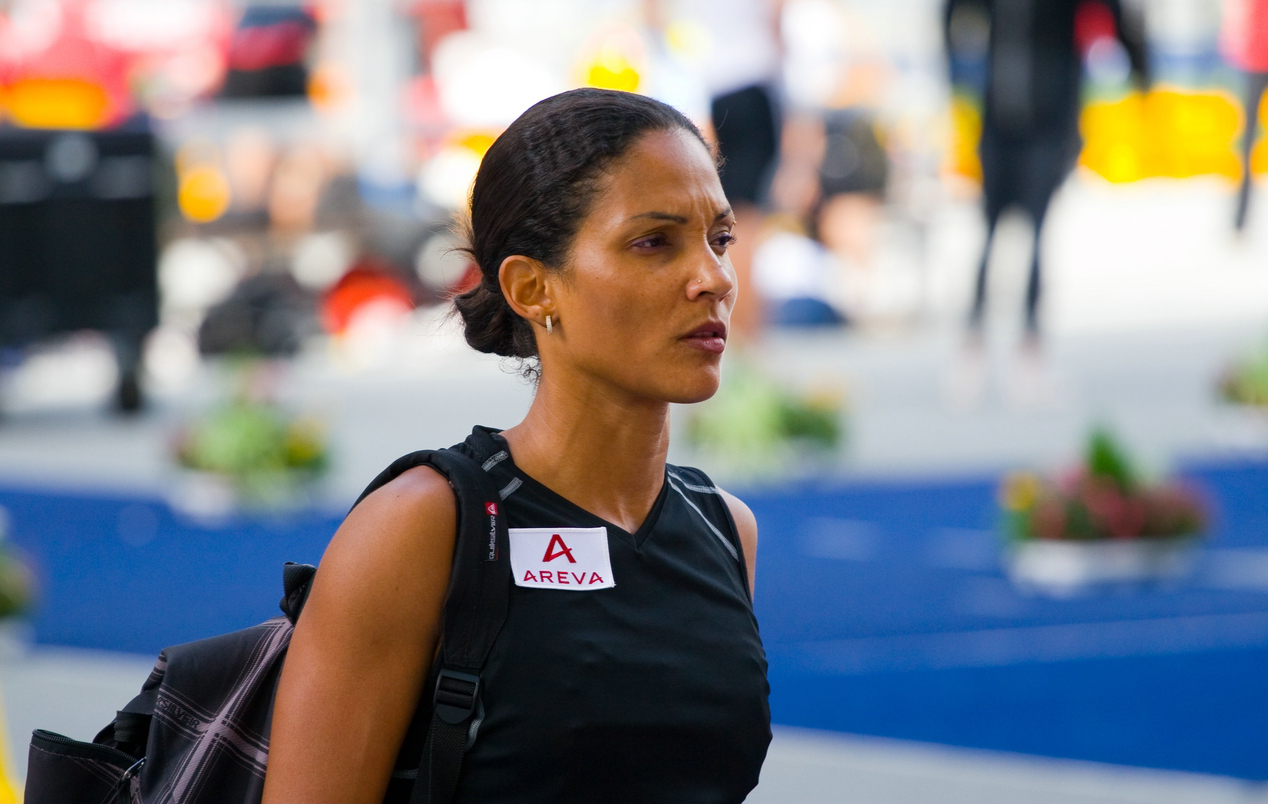
La Française Christine Arron détient depuis 1998 le record d'Europe féminin du 100 m en 10 s 73.

| Temps   | Vent (m/s) | Athlète          | Date             | Lieu     |
| ------- | ---------- | ---------------- | ---------------- | -------- |
| 11 s 19 | +1,2       | Irena Szewińska  | 15 octobre 1968  | Mexico   |
| 11 s 18 | -0,3       | Renate Stecher   | 2 septembre 1972 | Munich   |
| 11 s 07 | -0,2       | Renate Stecher   | 2 septembre 1972 | Munich   |
| 11 s 01 | +0,6       | Annegret Richter | 25 juillet 1976  | Montréal |
| 10 s 88 | +2,0       | Marlies Oelsner  | 1er juillet 1977 | Dresde   |
| 10 s 81 | +1,7       | Marlies Göhr     | 8 juin 1983      | Berlin   |
| 10 s 77 | +0,9       | Irina Privalova  | 6 juillet 1994   | Lausanne |
| 10 s 73 | +2,0       | Christine Arron  | 19 août 1998     | Budapest |